# Troonsafstand van koning Edward VIII

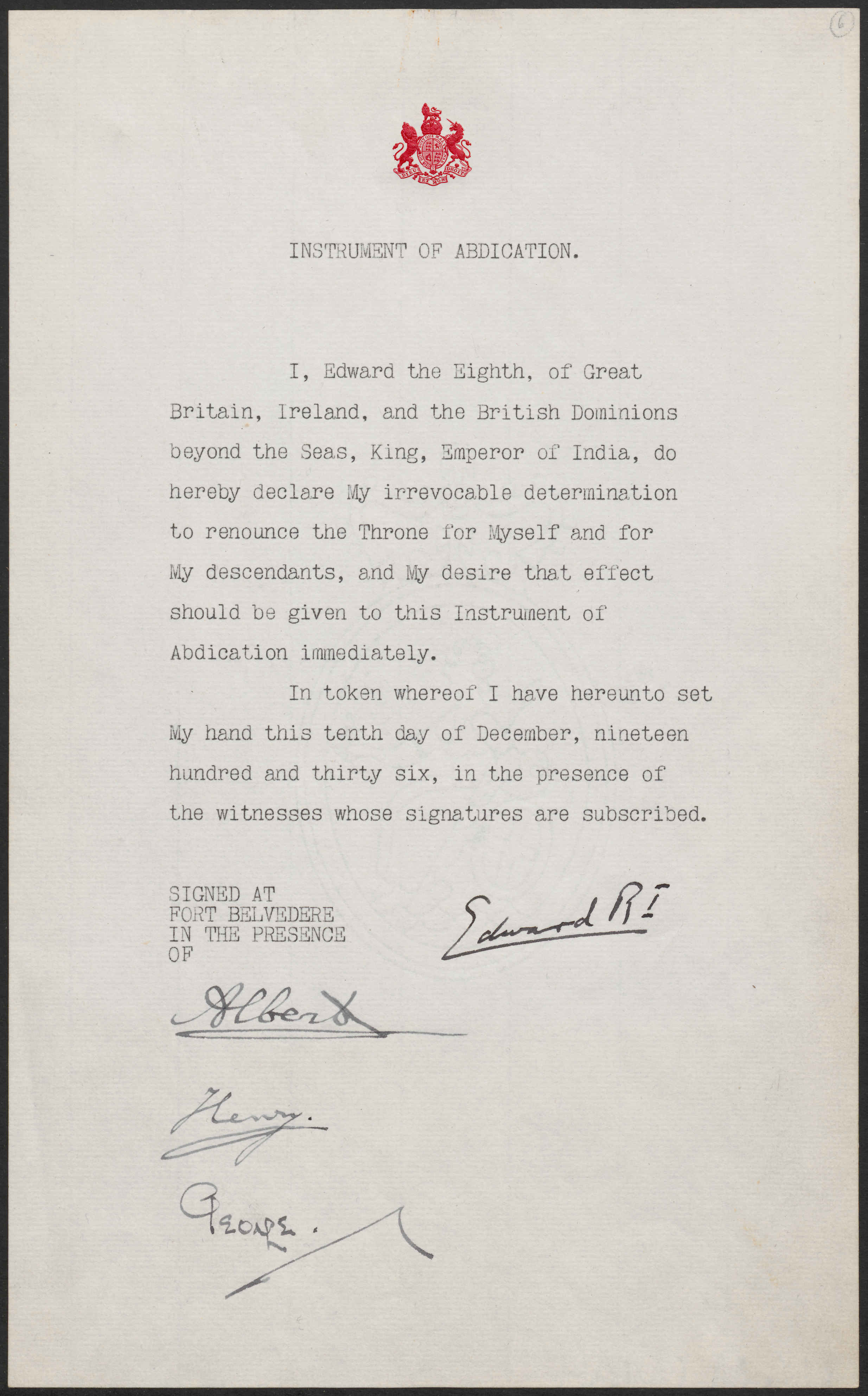
Met het zogenaamde Instrument of Abdication deed Edward afstand van de troon

De troonsafstand van koning Edward VIII vond plaats op 10 december 1936 en vormde het sluitstuk van een constitutionele crisis in het Verenigd Koninkrijk. Deze crisis ontstond op het moment dat duidelijk was dat Edward VIII van het Verenigd Koninkrijk, die zijn op 20 januari 1936 overleden vader George V was opgevolgd, voornemens was in het huwelijk te treden met de tweemaal gescheiden Amerikaanse Wallis Simpson. Edward werd, na zijn aftreden, opgevolgd door zijn jongere broer Albert, die als koning de naam George VI aannam. Edward zelf werd daags na zijn troonsafstand door zijn jongere broer benoemd tot hertog van Windsor, een speciaal gecreëerde titel, en verliet vrijwel onmiddellijk het land.